# Janete Capiberibe
Janete Maria Góes Capiberibe (nascida Del Castilo Góes; Macapá, 12 de maio de 1949) é uma política brasileira filiada ao Partido Socialista Brasileiro (PSB).
É esposa do senador João Capiberibe, mãe do ex-governador do Amapá Camilo Capiberibe, da comunicóloga Luciana Capiberibe e da antropóloga Artionka Capiberibe, e cunhada da ex-deputada federal Raquel Capiberibe.
Juntamente com o marido, teve o mandato parlamentar cassado em 2006 por suposta compra de votos de duas eleitoras ao preço de R$ 26,00 cada nas eleições de 2002.

## Carreira

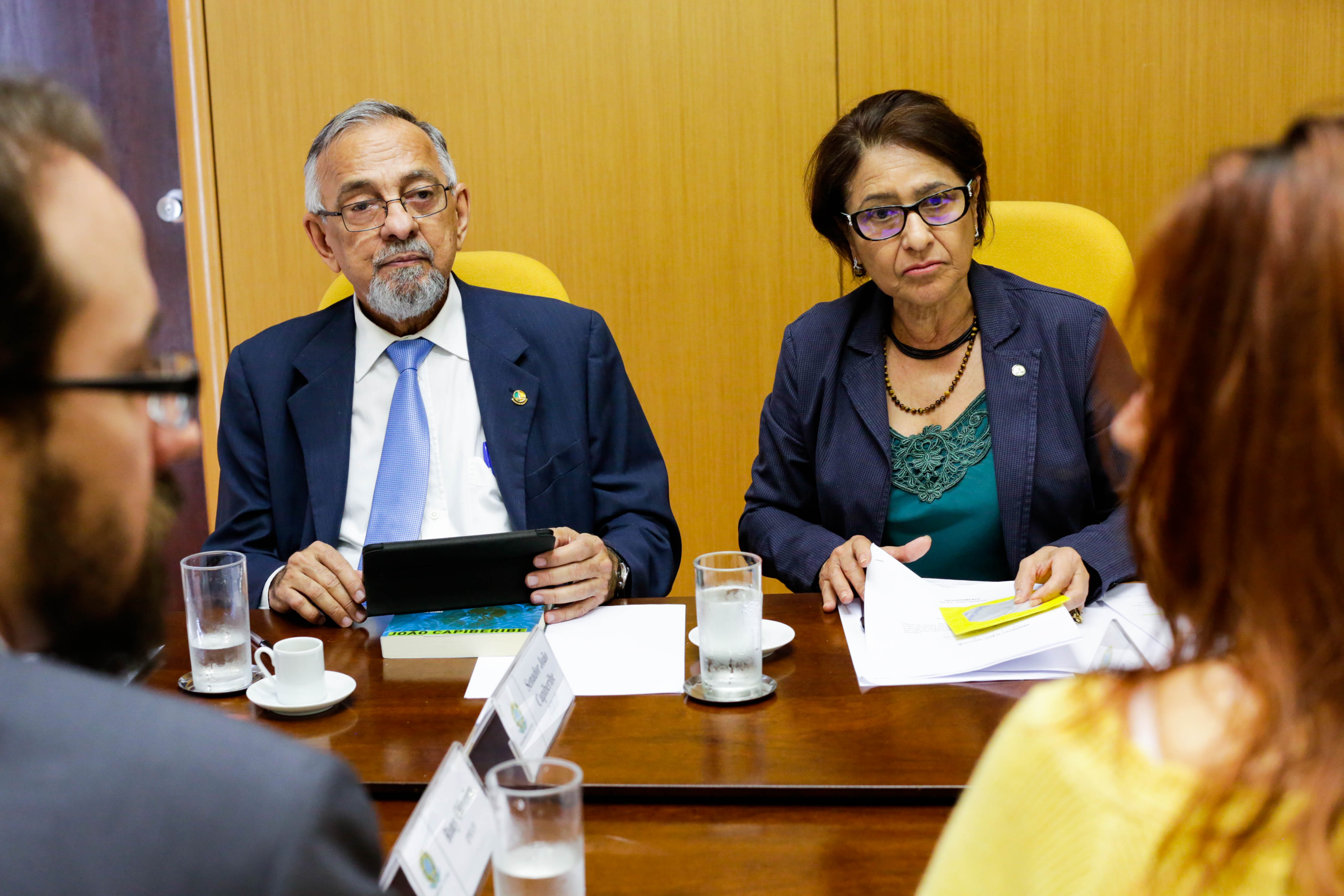
Senador João Capiberibe e Deputada Federal Janete Capiberibe em reunião no Ministério da Cultura em 2015

Janete Capiberibe iniciou sua militância política no movimento estudantil secundarista e no PCB, no período da ditadura militar. Em seguida, ingressou na Ação Libertadora Nacional (ALN), de Carlos Marighella. Foi presa junto com seu marido João Capiberibe. Em 1971, o casal e sua filha Artionka, que nasceu durante a prisão, deixaram o país para 8 anos de exílio na Bolívia, Chile, Canadá e Moçambique. Durante o exílio, no Chile, nasceram seus filhos Luciana e Camilo. A família retornou ao Brasil em dezembro de 1979, com a publicação da Lei da Anistia. De volta ao Amapá, Janete elegeu-se Vereadora em 1988, Deputada Estadual por três mandatos e Secretária da Indústria, Comércio, Mineração e Ecoturismo do Estado do Amapá. Em 2002 foi a Deputada Federal mais votada do Estado, com 23.203 votos válidos. Em 2004 teve o mandato cassado pelo TSE junto com o marido, ambos acusados por duas testemunhas de terem comprado seus votos. Após o período de inelegibilidade, foi eleita novamente para a Câmara dos Deputados em 2006, 2010 e 2014, sempre como a mais votada do Amapá.
É autora do projeto que se tornou a Lei 11.970/2009, que obriga a cobertura do volante e eixo dos motores nas embarcações ribeirinhas para reduzir e erradicar os acidentes com escalpelamentos.
É autora do projeto que resultou na Lei 12.892/2013, que declara Chico Mendes patrono do Meio Ambiente brasileiro.
Em 6 de dezembro de 2020,foi eleita vereadora por Macapá.

## Controvérsias

### Compra de votos nas eleições de 2002 e cassação do mandato
O casal Capiberibe foi acusado de ter comprado o voto de duas eleitoras por R$ 52,00, sendo R$ 26,00 para cada uma votar nos candidatos. A denuncia levou a um processo contra ambos no Tribunal Superior Eleitoral, por iniciativa do ex-senador Gilvam Borges, do PMDB, que perdeu as eleições para o Senado em 2002, e ocuparia a vaga de João Capiberibe no Senado Federal em caso de sua cassação. A acusação, na época, desencadeou uma operação da Polícia Federal que apreendeu cerca de R$ 15 mil e vales-combustível na casa de correligionárias do senador, que estavam guardados no forro da residência e dentro da casinha do cachorro. Por conta desses ilícitos, a acusação invocou o enquadramento dos parlamentares no artigo 41-A da Lei 9.504/97 (redação dada pela lei 9.840/99) que apena com multa pecuniária e cassação do registro da candidatura o candidato que doar, oferecer, prometer ou entregar ao eleitor vantagem pessoal de qualquer natureza com o fim de obter-lhe o voto.
Em 28 de Abril de 2004, o TSE aprovou a cassação do mandato dos parlamentares. A defesa entrou com pedido de liminar com o objetivo de suspender a decisão. Em 5 de Maio o Tribunal concedeu a liminar suspendendo os efeitos da sentença de cassação. A decisão da ministra Ellen Gracie valeria até a publicação do acórdão no Diário da Justiça, quando seria reapreciada a medida cautelar ajuizada pelos Capiberibe. Os advogados do PSB pediram cautelarmente o impedimento da diplomação dos suplentes Gilvan Borges, no Senado, e Jurandil Juarez, na Câmara. No dia 21 de Outubro o TSE indeferiu Recurso Extraordinário contra decisão do Tribunal. O objetivo do recurso da defesa era mostrar que houve violação à Constituição Federal, uma vez que o casal teria sido condenado com base em "prova equívoca, incerta e duvidosa". Mas o relator do processo e vice-presidente do TSE, ministro Carlos Veloso, indeferiu o pedido. Os advogados decidiram, então, entrar com um Agravo de Instrumento no Supremo Tribunal Federal. Também no STF, foi pedida medida cautelar para que João e Janete permanecessem exercendo os seus mandatos até o julgamento final.
Em 2 de Dezembro de 2004 o plenário do STF confirmou, por seis votos a quatro, liminar concedida pelo ministro Eros Grau permitindo que os dois parlamentares continuassem no Congresso até que o plenário do Supremo julgar em definitivo o recurso do casal contra a decisão do TSE. De acordo com o despacho de Eros Grau, o TSE já recusou denúncias como essa, relacionadas ao art. 41-A, exatamente por não existirem provas suficientes que vinculem os candidatos aos benefícios denunciados em troca de votos. Diante disso, a jurisprudência do próprio TSE seria desprezada, conforme o ministro, trazendo como consequência grave ameaça à legitimidade dos mandatos populares, que poderiam ser desfeitos com base em ilações ou presunções, e não em prova produzida. Na véspera, o ministro Carlos Veloso havia negado efeito suspensivo ao casal e, inclusive, comunicado ao Tribunal Regional Eleitoral do Amapá a sua decisão. No entanto, para Eros Grau, a decisão de Veloso acarretaria prejuízos irreparáveis ao casal Capiberibe, e decidiu que a cautelar permanecesse até o término do julgamento no STF.
Em setembro de 2005, o STF arquivou recurso contra a decisão do TSE e manteve a cassação. Antes disso, os parlamentares vinham estendendo a permanência nos mandatos por meio de liminares. Em 20 de Outubro O Supremo determinou que fosse cumprida a decisão do TSE, que cassou os mandatos do casal. A decisão no Plenário do STF, por maioria de votos, resolveu questão de ordem levantada pelo relator, Joaquim Barbosa, e determinou a comunicação imediata da decisão proferida pelo Supremo no dia 22 de setembro de 2005, que arquivava o recurso da defesa. A questão de ordem surgiu com uma petição do PMDB que pedia a imediata execução do acórdão do TSE. O partido insistiu na necessidade de comunicação do resultado do julgamento do Recurso às presidências do TSE, do Tribunal Regional Eleitoral do Amapá, da Câmara e do Senado. O ministro Joaquim Barbosa indeferiu o pedido, mas foi vencido.
Em 28 de Janeiro de 2006 a Mesa Diretora da Câmara decidiu atender às decisões do Tribunal Superior Eleitoral e do Supremo Tribunal Federal e confirmou a perda do mandato de Janete Capiberibe. No dia 2 de Fevereiro Janete entrou com pedido de Mandado de Segurança no STF para tentar ser reconduzida ao cargo, alegando que a Mesa Diretora da Câmara acolheu o parecer da Corregedoria, suprimindo o ato de instauração de processo contra a deputada e declarando diretamente a perda do mandato. Janete considerou que teve seus direitos constitucionais de ampla defesa e devido processo legal violados pela Mesa da Câmara. No entanto, no dia 3 de Março o ministro Carlos Ayres Britto indeferiu o pedido.

### Impugnação de candidatura
A cassação do casal Capiberibe acabou repercutindo nas eleições de 2010. O Tribunal Superior Eleitoral indeferiu, com base na Lei da Ficha Limpa, o registro de candidatura de Janete à Câmara dos Deputados. A decisão do ministro Arnaldo Versiani partiu de um provimento dado a recurso do Ministério Público Eleitoral, que questionava a candidatura, levando em consideração que ela estaria inelegível, de acordo com a Lei. O recurso ao TSE, pedindo a não expedição do registro, veio depois que o Tribunal Regional Eleitoral do Amapá julgou improcedente a impugnação apresentada pelo MPE. O registro, à época, foi deferido por maioria. Para elaborar o recurso, o MPE tomou como base a condenação da candidata por compra de votos em 2002, o que a tornou inelegível por oito anos.
Em julgamento realizado em 23 de março de 2011, o Supremo Tribunal Federal anulou os efeitos da Lei da Ficha Limpa para as eleições de 2010 e autorizou os ministros a decidirem individualmente os casos de candidatos barrados que recorressem para obter o registro. Em 11 de Abril o ministro Joaquim Barbosa liberou Janete Capiberibe para tomar posse no cargo de deputada federal.

### Compra de votos nas eleições de 2014

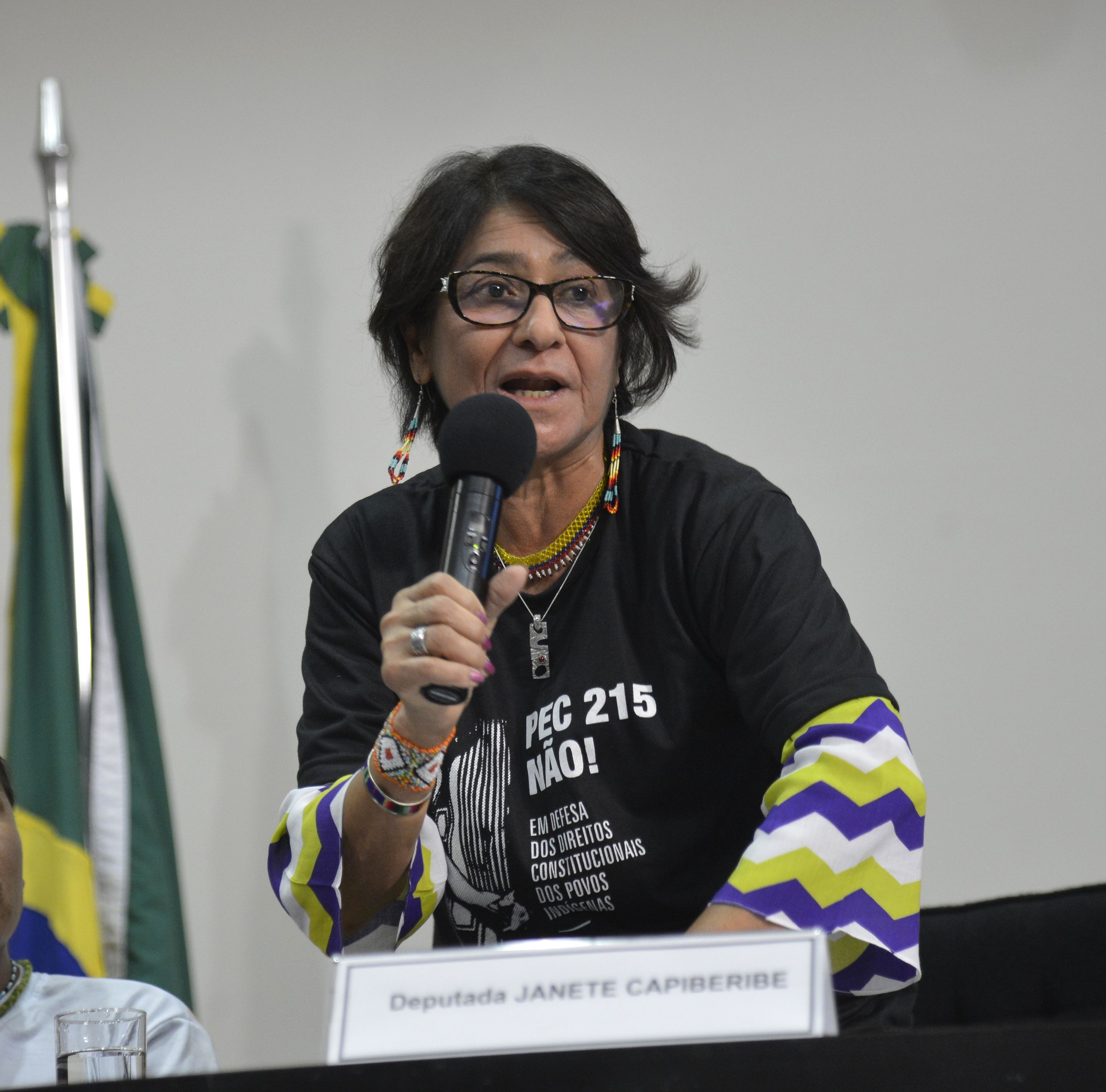
Janete Capiberibe preside audiência da Comissão de Direitos Humanos e Minorias em 2015

Em 9 de Setembro de 2015, O ministro Luiz Edson Fachin, do Supremo Tribunal Federal, autorizou abertura de inquérito contra Janete Capiberibe por supostamente ter pagado 4 000 reais em compra de votos e propaganda de boca de urna nas eleições de 2014, quando se reelegeu como a Deputada Federal mais votada do Amapá.

## Obras publicadas
- Jucá, Luiza; Moulin, Nilson (2002). Parindo um mundo novo : Janete Capiberibe e as parteiras do Amapá. São Paulo: Cortez. 144 páginas. OCLC 50856594